# 兼坂隆
兼坂 隆（かねさか たかし、1877年（明治10年）9月25日 - 1961年（昭和29年）12月16日）は、日本の海軍軍人。海兵27期。海大甲種10期。最終階級は海軍中将。号は三州。

## 経歴
千葉県出身。八雲艦長、横須賀海兵団長、砲術学校長、大要司令官などを歴任。
1947年（昭和22年）11月28日、公職追放仮指定を受けた。

## 栄典
位階
- 1901年（明治34年）7月10日 - 正八位[2]
- 1902年（明治35年）12月25日 - 従七位[3]
- 1904年（明治37年）8月30日 - 正七位[4]
- 1909年（明治42年）10月20日 - 従六位[5]
- 1914年（大正3年）11月10日 - 正六位[6]
- 1919年（大正8年）1月10日 - 従五位[7]
- 1924年（大正13年）1月21日 - 正五位[8]
- 1927年（昭和2年）12月28日 - 従四位[9]
- 1928年（昭和3年）4月16日 - 正四位[10]

勲章等
- 1906年（明治39年）4月1日 - 功五級金鵄勲章・勲五等双光旭日章・明治三十七八年従軍記章[11]
- 1912年（明治45年）5月24日 - 勲四等瑞宝章[12]
- 1920年（大正9年）11月1日 - 戦捷記章[13]
- 1940年（昭和15年）8月15日 - 紀元二千六百年祝典記念章[14]

外国勲章佩用允許
- 1922年（大正11年）10月9日 - フランス共和国：レジオンドヌール勲章オフィシエ[15]